# Adoleszenzroman
Der Ausdruck Adoleszenzroman bezeichnet einen Romantypus, in dem die Adoleszenz als Krise des Protagonisten thematisiert wird. In der Regel erfährt der Jugendliche in dieser Krise eine persönliche Reifung und erhält währenddessen einen größeren Einblick in die Komplexität und Ambivalenz des Erwachsenenlebens. Die Adoleszenzphase, also das Alter von etwa elf Jahren bis Mitte oder Ende zwanzig, wird dabei „als Prozess einer prekären Identitäts- und Sinnsuche aufgefasst und findet ihre Binnenstrukturierung in einer Reihe prägender Krisenerfahrungen oder Initiationserlebnisse, die sich auf wenige, genau festliegende Problembereiche beziehen. Zu diesen Problemfeldern zählen in der Hauptsache die Ablösung von der Herkunftsfamilie, die Entwicklung eines eigenen Wertesystems, die ersten sexuellen Erfahrungen, der Aufbau eigenständiger Sozialkontakte in der Peergroup und die Übernahme einer neuen sozialen Rolle. Charakteristisch für den Adoleszenzroman ist, dass der Prozess der Identitätsfindung in der Regel keine positive und endgültige Lösung findet, sondern als ein tragisch scheiternder – zumindest aber als ein unabschließbarer und offener – Vorgang gezeichnet wird.“
Abweichend vom Begriff der Initiation, der besonders die rituelle Aufnahme Jugendlicher in die Welt der Erwachsenen bezeichnet, spielen im Adoleszenzroman das Rituelle oder eine feierliche Aufnahme in den Kreis der Erwachsenen selten eine zentrale Rolle. Vielmehr ist es ein oft als schwieriger, mit großer Verunsicherung erlebter Übergang zum Erwachsenendasein oder der Abschied von der Kindheit.
Die Begriffe Entwicklungsroman und Initiationsroman grenzen eng aneinander, wobei letzterer sich dadurch auszeichnet, dass besonders die Phase der Pubertät im Fokus ist und somit die Anlage des Romans einen deutlich kürzeren Entwicklungsabschnitt umfasst. Beschränkt sich der dargestellte Lebensabschnitt hauptsächlich auf die Adoleszenz, ist die Bezeichnung Adoleszenzroman dafür geläufig.

## Entstehung der Bezeichnung
Die literaturgeschichtlichen Ursprünge des Adoleszenzromans liegen im 18. Jahrhundert: mit Johann Wolfgang Goethes Die Leiden des jungen Werthers (1774) und Karl Philipp Moritz’ Anton Reiser (1785–1790).
Der Adoleszenzroman entsteht im Kontext der Postmoderne und weist oft entsprechende Merkmale auf. Der Begriff Adoleszenzroman wird „seit Ende der 70er Jahre in der jugendliterarischen Diskussion mit zunehmender Selbstverständlichkeit und Frequenz verwendet.“

## Beispiele
Als typische Beispiele für den Adoleszenzroman anzusehen sind:
- Novembre (Gustave Flaubert, 1842)

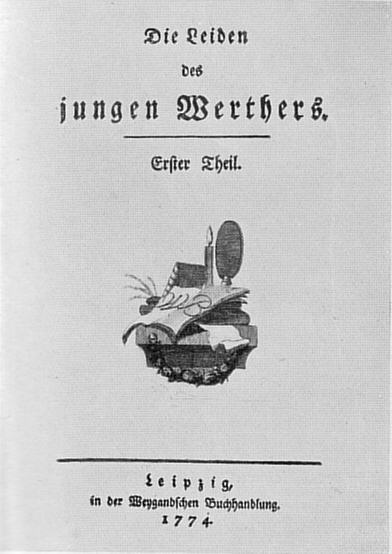
Goethe: Die Leiden des jungen Werthers Titelblatt 1774

- Der Jüngling (Fjodor Dostojewski, 1875)
- Die Verwirrungen des Zöglings Törleß (Robert Musil, 1906)
- Der geheime Garten (Frances Hodgson Burnett, 1911)
- Junge Bürokraft übernimmt auch andere Arbeit … (Lili Grün, 1936)
- The Catcher in the Rye (J. D. Salinger, 1951)
- The Bell Jar (Sylvia Plath, 1964)
- Hinter der Tür (Giorgio Bassani) (Giorgio Bassani, 1964)
- Krabat (Otfried Preußler, 1971)
- Die neuen Leiden des jungen W. (Ulrich Plenzdorf, 1976)
- Ein starker Abgang (Jay McInerney, 1986)
- Harry Potter (Joanne K. Rowling, 1997–2007)
- Die Mitte der Welt (Andreas Steinhöfel, 1998)
- Am kürzeren Ende der Sonnenallee (Thomas Brussig, 1999)
- Crazy (Benjamin Lebert, 1999)
- Franz oder Warum Antilopen nebeneinander laufen (Christoph Simon, 2001)
- Als wir träumten (Clemens Meyer, 2006)
- Räuberhände (Finn-Ole Heinrich, 2007)
- Scherbenpark (Alina Bronsky, 2008)
- Tschick (Wolfgang Herrndorf, 2010)
- Es war einmal Indianerland (Nils Mohl, 2011)
- Der Trafikant (Robert Seethaler, 2012)
- Pampa Blues (Rolf Lappert, 2012)
- Auerhaus (Bov Bjerg, 2015)
- Sonne und Beton (Felix Lobrecht, 2017)
- Junger Mann (Wolf Haas, 2018)
- Hard Land (Benedict Wells, 2021)